# Odontomyia consobrina
Odontomyia consobrina är en tvåvingeart som beskrevs av Macquart 1848. Odontomyia consobrina ingår i släktet Odontomyia och familjen vapenflugor. Inga underarter finns listade i Catalogue of Life.